# Chris El Greco
Chris El Greco (bürgerlich Christos Petkidis; * 24. Juli 2000 in Thessaloniki) ist ein griechischer DJ und Musikproduzent im Bereich der Techno-Musik aus Neuss.

## Werdegang
Chris El Greco begann 2018 in der lokalen Club- und Festivalszene aktiv zu sein. Während der Corona-Pandemie erlangte er durch das soziale Netzwerk TikTok internationale Bekanntheit. Mit seinem Kanal erreichte Chris El Greco über 2,6 Millionen TikTok-Follower in kürzester Zeit.
Im selben Jahr veröffentlichte er seine Debütsingle Lonely auf Down2Earth Music. 2022 hatte er im NOA Beach Club am Zrće Beach in Kroatien seinen ersten großen Festivalauftritt. In den nächsten Monaten folgten weitere deutschlandweite Shows auf Festivals wie San Hejmo von den Machern vom Parookaville in Weeze, Open Beatz Festival in Herzogenaurach und BigCityBeats World Club Dome.
Außerdem durfte er bereits als Support-Act für international bekannte DJs wie Timmy Trumpet, Moguai, Ostblockschlampen und Vize (Musikprojekt) spielen und ist in renommierten Clubs wie dem Bootshaus in Köln aufgetreten. Seit 2023 steht er beim deutschen Universal-Label Airforce1 unter Vertrag.
Im Jahr 2024 veröffentlichte er einen Remix des schwedischen Eurovision-Songs ‚Unforgettable‘  und begleitete das schwedische Eurovision-Duo Marcus & Martinus als Tour-DJ auf ihrer Europa-Tour.
Ende 2024 entschied sich Chris El Greco für einen musikalischen Wandel und trat der Techno-Szene bei. In kürzester Zeit gründete er seine eigene Techno-Veranstaltung "ATHÉNA" und organisierte vier ausverkaufte Events mit Tausenden von Gästen und renommierten Headlinern wie Holy Priest, ZEUZ, Hades, Stan Christ und vielen mehr.

## Diskografie
Singles
- 2021: Lonely
- 2021: Dancing With The Devil (Na Na Na)
- 2021: Stay
- 2021: Focus
- 2022: Stay (BLVCK CROWZ Edit)
- 2023: Never Be Like You
- 2024: Shower
- 2024: Out Of My Head (Chris El Greco Remix)
- 2024: Je Veux (mit Medun & Ambre Vallet)
- 2024: Unforgettable (Chris El Greco Remix)
- 2024: Got My Body (mit BELLA X)
- 2024: Love Me Better (Chris El Greco Remix)
- 2025: Touch My Body